# BCスタティーバ (2011)
BCスタティーバ（リトアニア語: Vilniaus „Statyba“、英語: BC Statyba）は、かつてリトアニア・ヴィリニュスを本拠地として活動していたバスケットボールクラブである。

## 歴史
かつてヴィリニュスには1964年から1997年までBCスタティーバと称するクラブが存在した。1997年、経営難に陥ったスタティーバは、新聞社のリエトゥヴォス・リータス社に買収され、BCリエトゥヴォス・リータスに改組された。しかし、同社はスタティーバの歴史を継承しようとせず、BCリエトゥヴォス・リータスは新クラブであるとの立場をとった。2011年、スタティーバの復活を望むファンによって再生されたのが、この新生BCスタティーバである。

### 2011–12シーズン
2011年9月に全国バスケットボール・リーグ (NKL) に加盟。青少年育成の実績を有していたギンタウタス・レギナ (Gintautas Regina) がヘッドコーチを務め、ベテランのミンダウガス・ブジナウスカスに加えて、BCサカライから移籍したフォワードのオヴィディユス・ヴァラナウスカス、ガードのタダス・リンクーナス (Tadas Rinkūnas)、ウィングフォワードのエイギルダス・ジュカウスカス、センターのヴィタリユス・ルクシャ (Vitalijus Lukša)、そしてキャプテンのレミギユス・スギンタス (Remigijus Sugintas) がチームの中心となった。
スタティーバは10月7日に初試合を迎えた。アウェイのモレタイでエジェルーナスと対戦し、76対70で勝利した。NKLファーストラウンドを15勝15敗で終えたスタティーバは全体10位となったため、セカンドラウンドは9位から16位が入る下位グループに回った。そこで14試合中10勝をおさめたスタティーバは、通算25勝19敗で下位グループ1位（全体9位）となり、プレーオフへの出場権を獲得。プレイオフではヨナヴァ・トリオベットを2勝1敗で破り準々決勝進出。準々決勝ではレギュラーシーズン全体1位のBCラドヴィリシュキスを2勝0敗で下す快挙を成し遂げた。ガルリャヴァで開催された準決勝ではカウナスのジャルギリス＝サボニス・バスケットボール・センター（BCジャルギリス2部）を77対73で破ったものの、決勝では同じくカウナスを本拠地とするLKKAアトレタスに82対93で敗れ、NKL準優勝に終わった。

### 2012–13シーズン
次のシーズンを迎えるにあたり、ブジナウスカスが選手を引退しアシスタントコーチに就任。アウリマス・スタケナス (Aurimas Stakėnas) とレミギユス・スギンタス (Remigijus Sugintas) がチームを去り、代わりにカロリス・ブロソカス (Karolis Brusokas)、アルヴィーダス・ジャルスクス (Alvydas Žarskus) 、タウトヴィーダス・ジョバ (Tautvydas Žioba) が加わった。そしてルクシャが新たなキャプテンとなった。
レギュラーシーズンは20勝14敗で18チーム中8位となり、プレイオフ進出を果たす。
プレイオフでは、まずヴィリニュスを本拠地とするシャルーナス・マルチュリョニス・バスケットボール・アカデミーと対戦し、2勝0敗で破った。しかし、続く準々決勝ではレギュラーシーズン1位のBCマジェイケイに1勝2敗で敗れた。なお、このシーズン、BCマジェイケイはプレイオフ優勝を果たしている。

### 解散とその後
財政難に苦しんだ新生スタティーバは、わずか2シーズンで解散することとなった。
なお、2017年にリエトゥヴォス・リータス社がスポンサーから撤退して以降のBCリータスは、スタティーバの歴史を再び継承する立場をとっている。

## 各シーズンの成績
| シーズン | 国内       | 国内 | 国内                    |
| シーズン | リーグ     | RS   | PS                      |
| -------- | ---------- | ---- | ----------------------- |
| 2011–12  | NKL（2部） | 10位 | 準優勝                  |
| 2012–13  | NKL（2部） | 8位  | 準々決勝敗退（ベスト8） |